# Loch Ness
Loch Ness (wym. [ˌlɒx ˈnɛs]; gael. Loch Nis, wym. [l̪ˠɔxˈniʃ], dosłownie jezioro Nis) – słodkowodne jezioro (loch) położone w Szkocji, o długości około 37 kilometrów i 1,5 kilometra szerokości. Tafla wody położona jest na wysokości 16 metrów n.p.m.. Jezioro leży na południowy zachód od Inverness. Loch Ness to największy zbiornik wodny na linii tektonicznej znanej jako Great Glen, która biegnie z północy od Inverness do Fort William na południu. Kanał Kaledoński łączący wybrzeża po obu stronach Great Glen biegnie poprzez Loch Ness.
Loch Ness jest jednym z wielu połączonych ze sobą jezior szkockich, które powstały w miejscach wyrzeźbionych przez lodowiec w czasie ostatniej epoki lodowcowej. Przejrzystość wody w Loch Ness jest niska, co jest spowodowane dużą zawartością torfu w ziemi przylegającej do jeziora. Loch Ness jest drugim co do wielkości szkockim jeziorem, ma powierzchnię 56,4 km², ale ma największą objętość dzięki swojej głębokości. W najgłębszym miejscu mierzy ono 226 metrów.
Jezioro Ness służy także jako niższy rezerwuar dla elektrowni wodnej Foyers.
Na południowo-zachodnim krańcu jeziora, w pobliżu Fort Augustus, znajduje się jedyna wyspa Loch Ness – Cherry Island. Jest ona przykładem kranog, sztucznej wyspy stworzonej przez człowieka z okresu epoki żelaza.
Swą sławę Loch Ness zawdzięcza rzekomo zamieszkującemu jego głębiny potworowi.

## Galeria

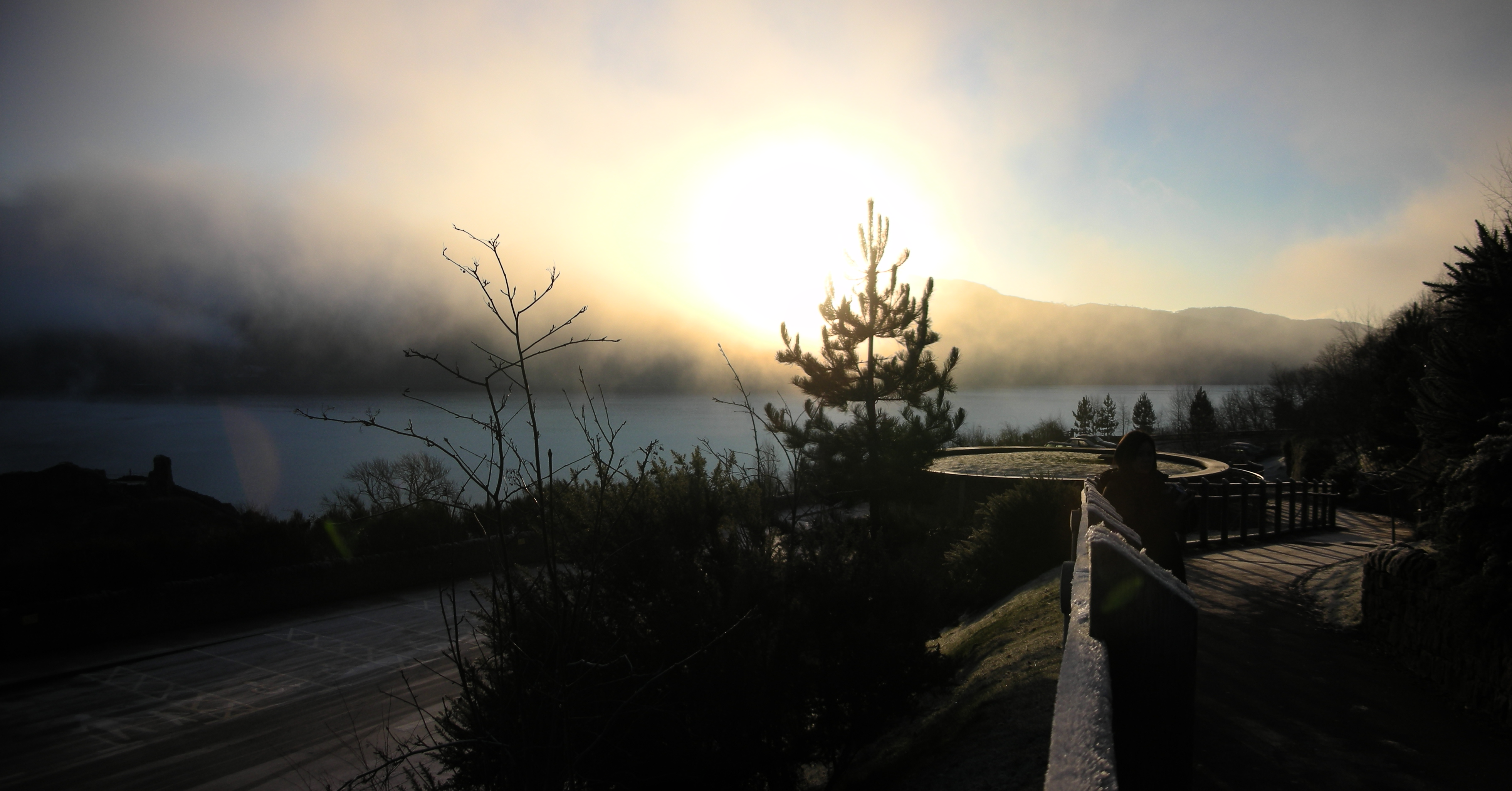
Wschód słońca nad wodami jeziora
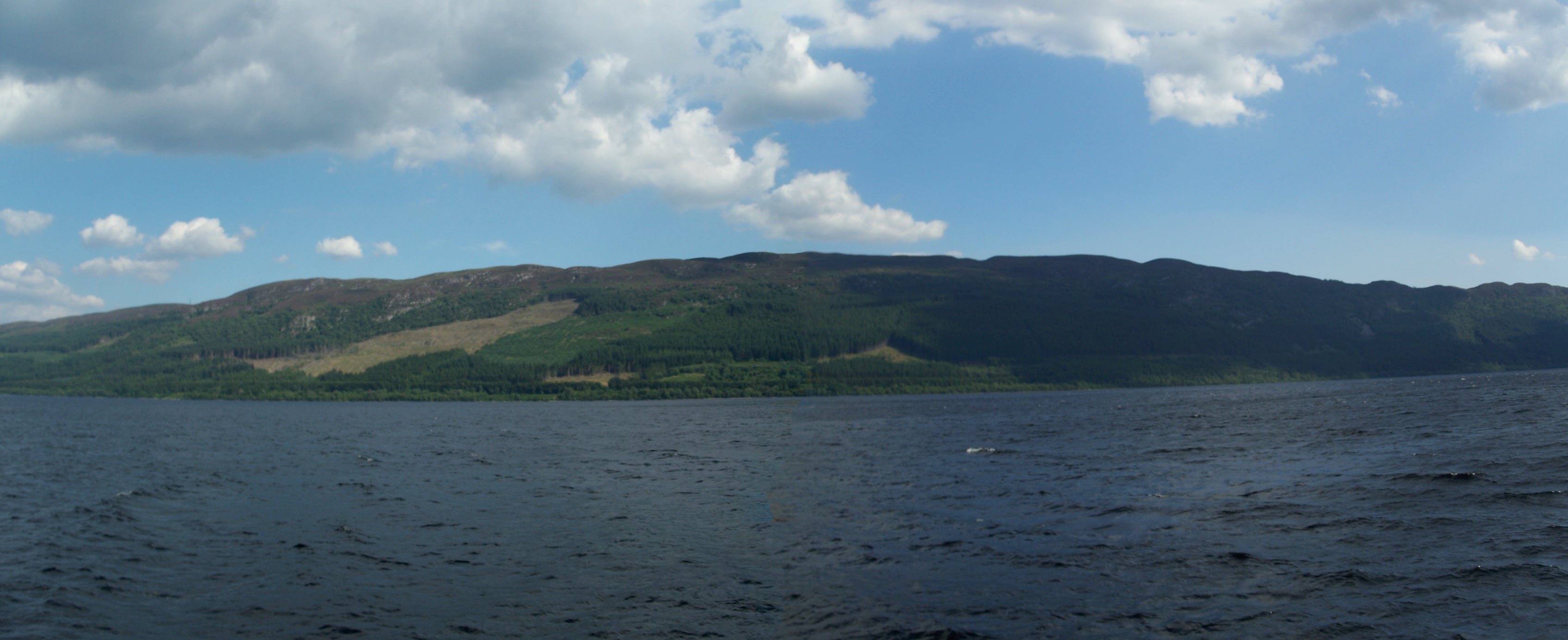
Panorama jeziora Loch Ness
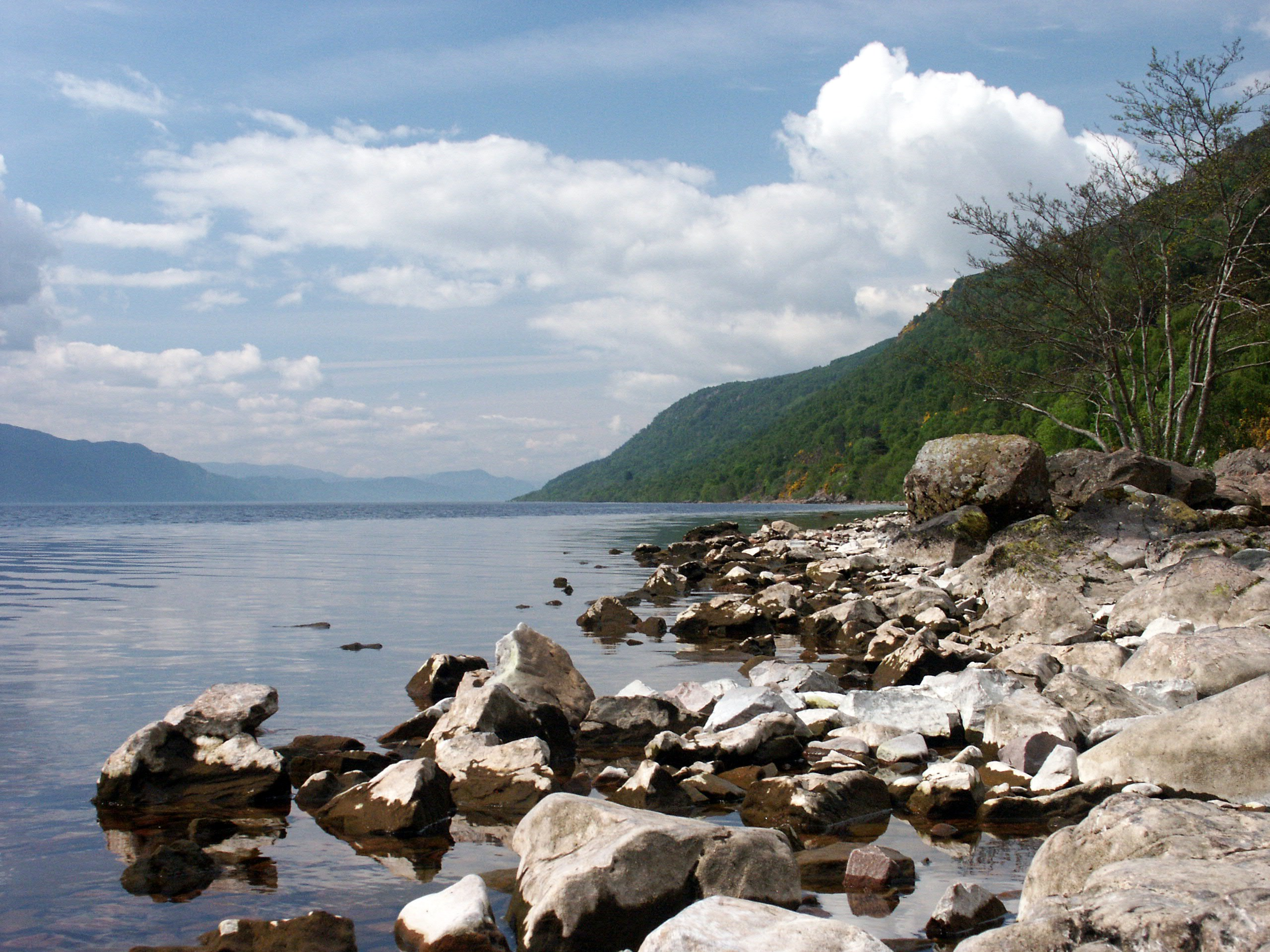
Wybrzeże Loch Ness
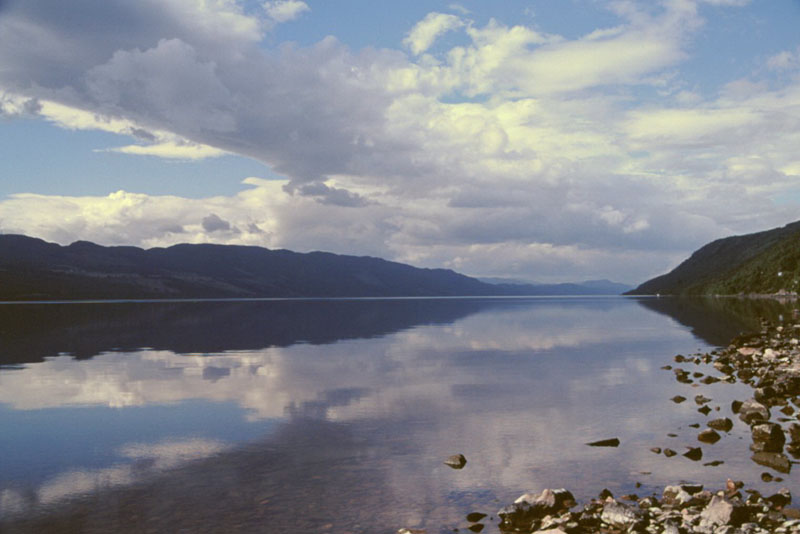
Tafla jeziora
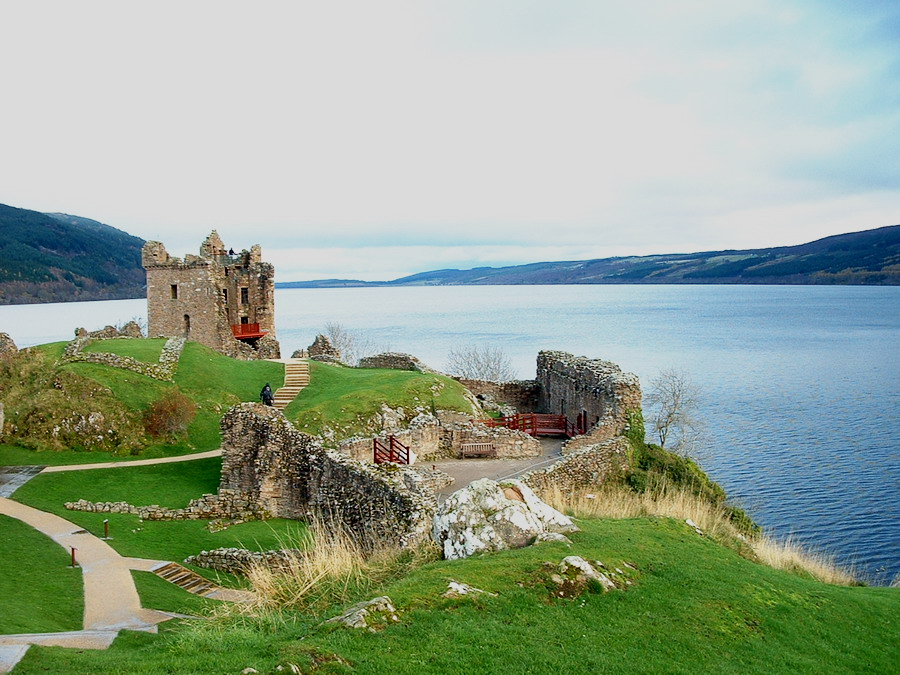
Zamek Urquhart
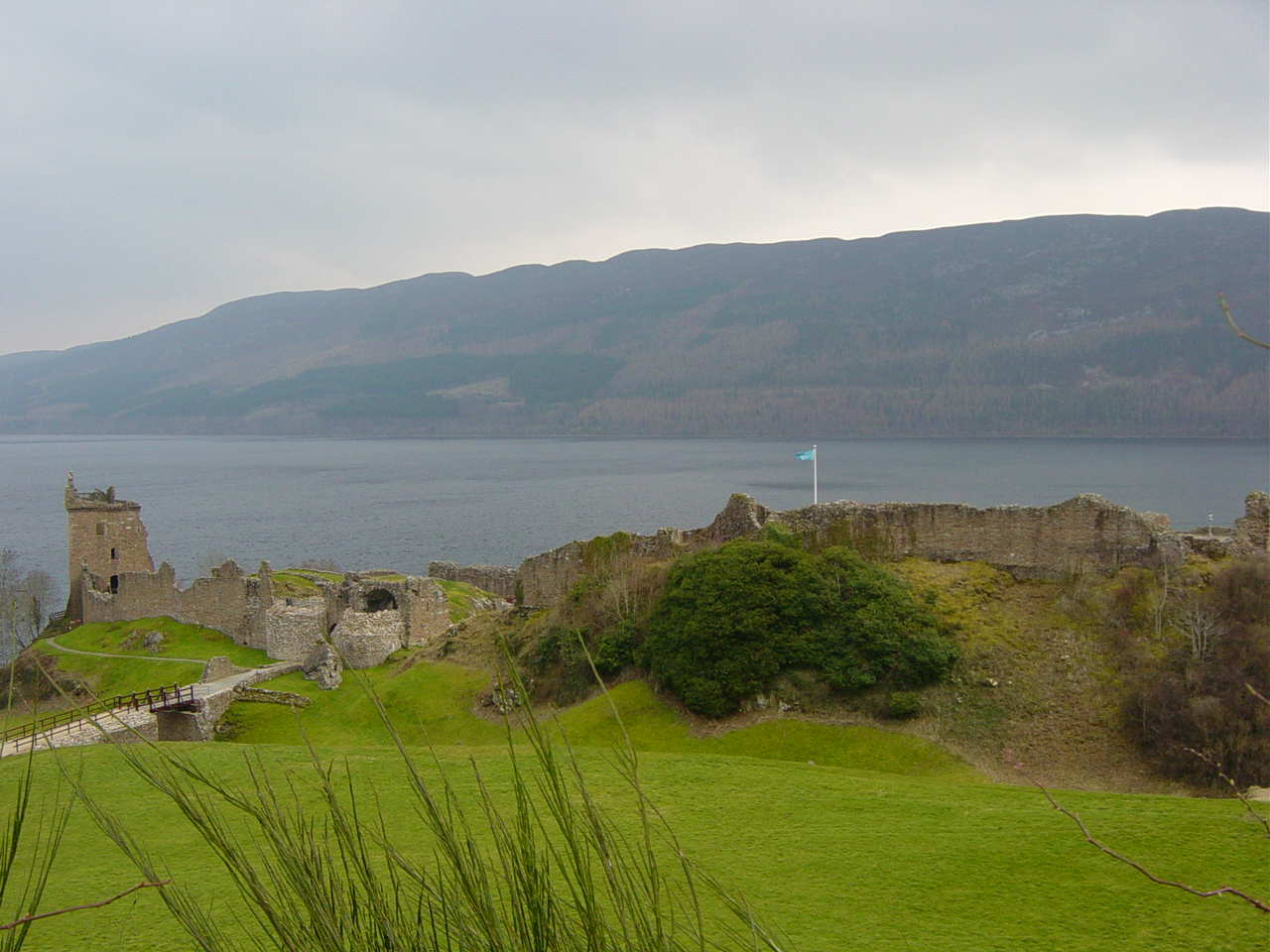
Zamek Urquhart przy Loch Ness
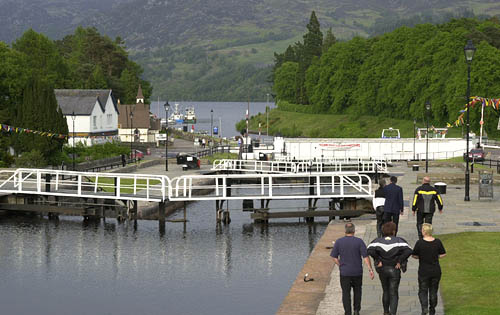
Fort Augustus, w tle Loch Ness